# Tornada
Pour les articles homonymes, voir Tornada (homonymie).
Au Moyen Âge, une forme fixe de chanson utilisée par les troubadours était la canso. La tornada était le dernier couplet.
La longueur de la tornada était généralement égale à la moitié de la longueur des autres couplets, et elle servait d'envoi.